# Stadion Dziesięciolecia
Stadion Dziesięciolecia (oficjalna nazwa: Stadion Dziesięciolecia Manifestu Lipcowego) – wielofunkcyjny stadion piłkarsko-lekkoatletyczny w Warszawie, istniejący w latach 1955–2008. Był obiektem olimpijskim z pełnowymiarowym boiskiem do piłki nożnej oraz 8-torową bieżnią lekkoatletyczną o długości 400 metrów. Miał odkryte trybuny z drewnianymi ławkami mieszczącymi 71 008 osób, choć w czasach największych imprez masowych zasiadało na nich prawie 100 tysięcy widzów. Stanowił własność Skarbu Państwa (w zarządzie Centralnego Ośrodka Sportu). W latach 1989–2008 wykorzystywany jako największe targowisko w Europie („Jarmark Europa” oraz Centrum Hurtowo Detaliczne „Stadion”). W jego miejscu powstał Stadion Narodowy im. Kazimierza Górskiego w Warszawie.

## Historia

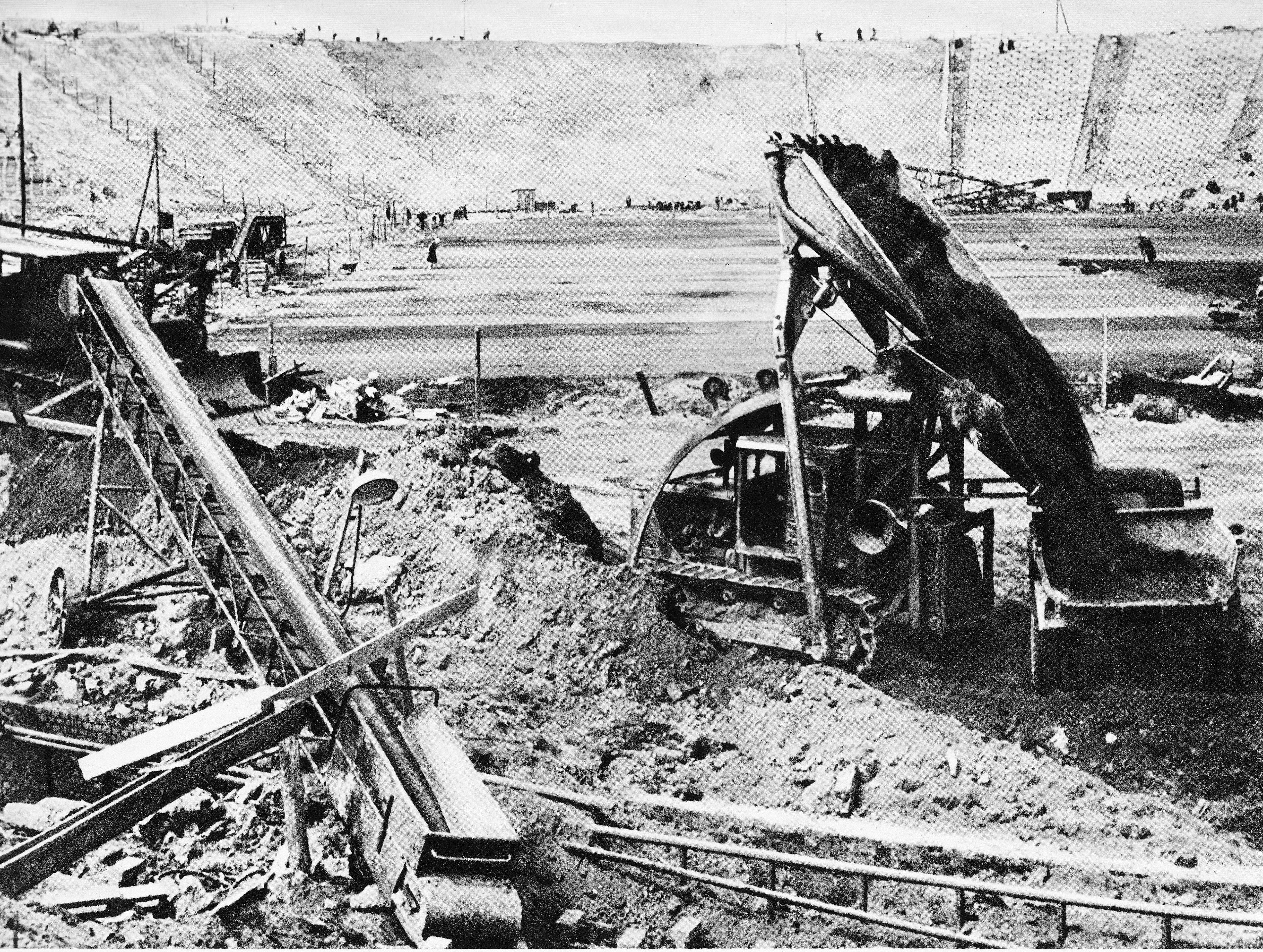
Budowa stadionu (1955)

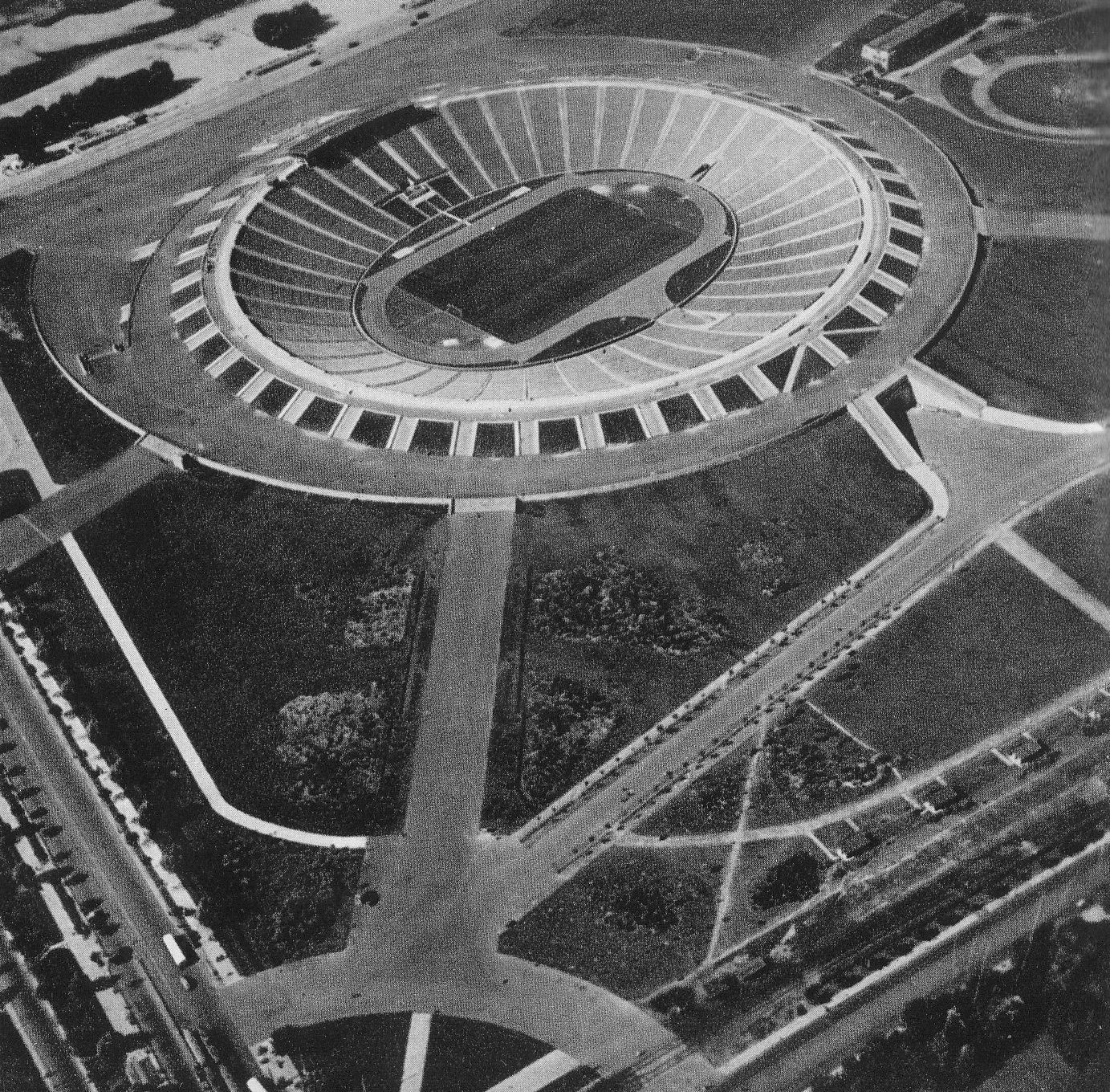
Stadion Dziesięciolecia w latach 60.

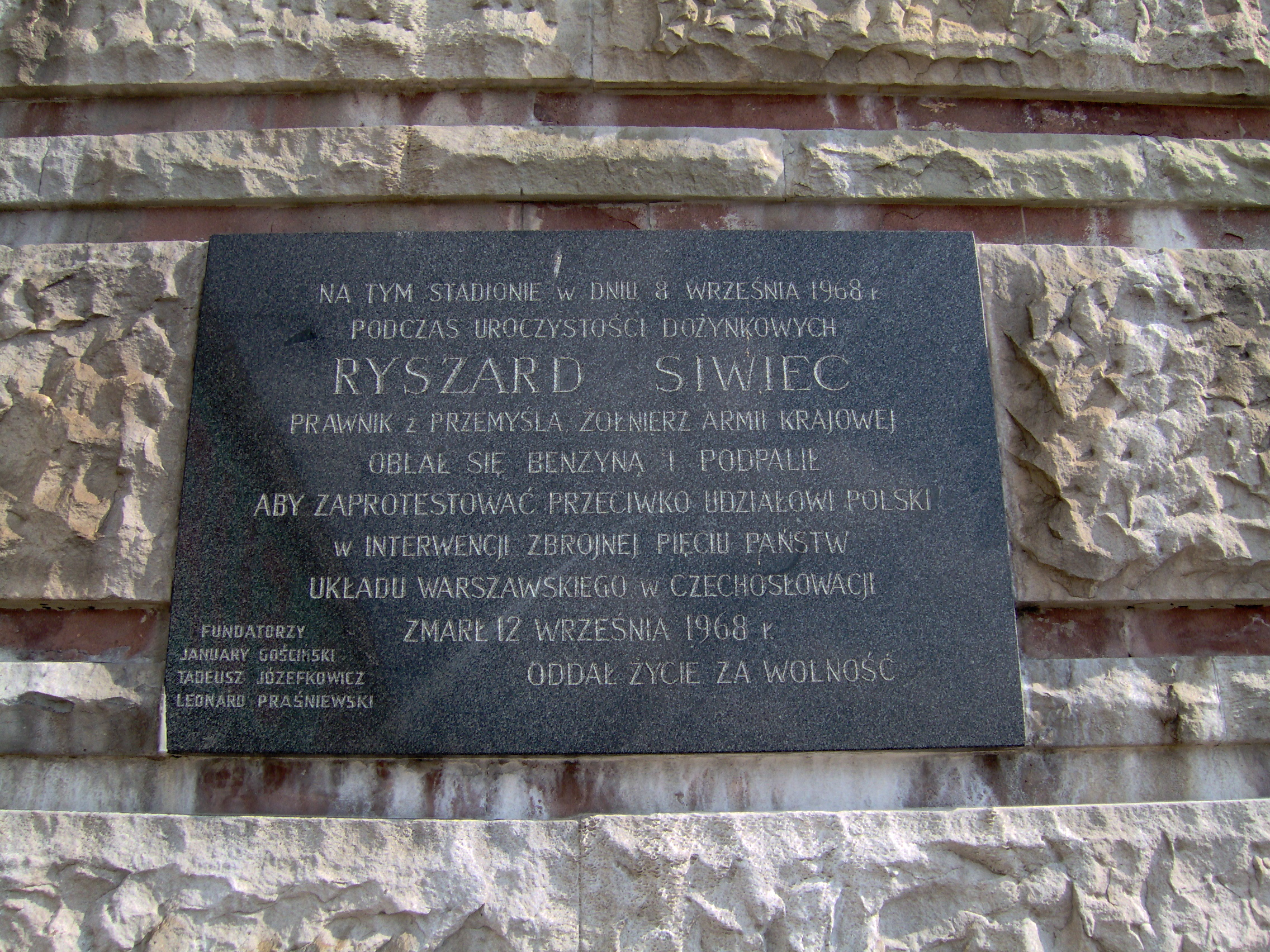
Tablica upamiętniająca śmierć Ryszarda Siwca, która znajdowała się na koronie stadionu

Wstępna koncepcja budowy nowego obiektu sportowego w Warszawie pojawiła się na początku lat 50. XX wieku. W 1953 r. Stowarzyszenie Architektów Polskich zorganizowało konkurs architektoniczny na stadion olimpijski dla stolicy. Wygrał go zespół architektów: Jerzy Hryniewiecki, Zbigniew Ihnatowicz i Jerzy Sołtan. W czerwcu 1954 podjęto decyzję o powierzeniu Warszawie organizacji V Światowego Festiwalu Młodzieży i Studentów w 1955, co znacznie przyspieszyło prace (Stadion X-lecia miał stać się bowiem główną areną imprezy). Roboty budowlane rozpoczęły się w sierpniu 1954. Na zmiany w projekcie w nurcie socrealizmu nie zgadzali się Jerzy Sołtan i Zbigniew Ihnatowicz, którzy na znak protestu odeszli z zespołu. Ich projekt został ostatecznie wykorzystany w projekcie budowlanym przez nowy zespół Jerzego Hryniewieckiego, który zatrudnił m.in. Marka Leykama i Czesława Rajewskiego. Do usypania korony obiektu wraz z wałem pod przyszłe trybuny użyto gruzu ze zniszczonej w czasie wojny zabudowy Warszawy.
Jerzy Hryniewiecki w latach 50. podczas podróży do „Zakazanego Miasta” w Chinach – Pekinu – zwrócił uwagę na elementy architektoniczne, które zainspirowały go do użycia podobnych w projekcie Stadionu takich jak otaczające schody „płaszcze kamienne” prowadzące na koronę stadionu. W 1967–1968 architekt Günter Behnisch przyjechał do Warszawy, by zobaczyć jak zostały usypane masy ziemne. Stąd też w jego projekcie Stadionu Olimpijskiego w Monachium przygotowanego na Letnie Igrzyska Olimpijskie 1972 trybuny głównego stadionu olimpijskiego również zostały wykonane za pomocą tej techniki. Jednak konstrukcja Stadionu Dziesięciolecia oparta na wałach ziemnych czyniła go przestarzałym już w czasie budowy, w przeciwieństwie do wcześniejszych nowatorskich konstrukcji, takich jak Stadion Olimpijski w Berlinie, przebudowany w latach 1934–1936 na potrzeby Igrzysk Olimpijskich, zaprojektowany przez Wernera Marcha oraz Alberta Speera.
Teren, na którym stanął stadion, położony był na obszarze administracyjnym Kamionek, pomiędzy Saską Kępą a Starą Pragą, w okresie międzywojennym był częściowo fragmentem Portu Praskiego – naprzeciwko tunelu pod przystankiem PKP Warszawa Stadion przy ul. Sokolej zachował się fragment bramy śluzowej kanału, który biegł pod Aleją Zieleniecką do Jeziorka Kamionkowskiego. Oprócz tego, jeszcze po wojnie, teren przyszłego stadionu pokrywała nieliczna podmiejska zabudowa drewniana.

### Konstrukcja
Stadion był obiektem typu olimpijskiego. Arena posiadała pełnowymiarowe boisko do piłki nożnej, okalane przez 8-torową bieżnię lekkoatletyczną o długości 400 metrów. Trybuny odkryte ze stałymi ławami drewnianymi zgodnie z projektem mieściły 71 008 osób, choć w czasach największych imprez masowych zasiadało na nich prawie 100 tys. widzów. W okolicach stadionu zlokalizowano parking samochodowy na 900 pojazdów, boisko treningowe, niewielką halę treningową, park wypoczynkowy, a także nieistniejący dziś budynek dla reporterów. Nieprzemyślanym elementem architektonicznym była odległość między płytą boiska a szatniami zawodników. Według obowiązujących przepisów zawodnicy musieli mieć 10 minut przeznaczone na odpoczynek. Fakt, że do szatni z boiska szło się ok. 9–10 minut sprawiał, że przerwa w grze między połowami meczu musiała trwać w sumie pół godziny.

### Wydarzenia
Po 11 miesiącach budowy – rekord światowy, jeśli chodzi o obiekt tej wielkości – w dniu najważniejszego święta narodowego Polski Ludowej, 22 lipca 1955, w 11. rocznicę ogłoszenia Manifestu Polskiego Komitetu Wyzwolenia Narodowego, nastąpiło oficjalnie otwarcie Stadionu. W tym czasie w Warszawie odbywał się także V Światowy Festiwal Młodzieży i Studentów. Po – zorganizowanej z wielką pompą – uroczystej gali w stylu ludowym rozegrano inaugurujące obiekt zawody sportowe, których głównym punktem był towarzyski mecz piłkarski pomiędzy reprezentacjami miast: Warszawy i Katowic (ówczesnego Stalinogrodu), zakończony rezultatem 1:2 dla gości.
Obiekt został reprezentacyjnym stadionem stolicy, przejmując tę rolę od Warszawskiego Stadionu Wojska Polskiego. Do końca epoki PRL odbywały się na nim najważniejsze imprezy sportowe w kraju, m.in. spotkania międzypaństwowe piłkarskiej reprezentacji Polski, finały piłkarskiego Pucharu Polski, Derby Warszawy, memoriały Janusza Kusocińskiego, lekkoatletyczne mecze międzypaństwowe czy finisze Wyścigu Pokoju.
Stadion X-lecia był także wykorzystywany do celów kulturalnych i propagandowych. Organizowano tutaj koncerty, masówki, dożynki i uroczyste obchody ważnych dla władz socjalistycznej Polski rocznic. Do najtragiczniejszego zdarzenia w dziejach obiektu doszło 8 września 1968, w czasie trwania ogólnokrajowych dożynek, gdy to w proteście przeciwko agresji wojsk Układu Warszawskiego na Czechosłowację samospalenia na trybunach dokonał Ryszard Siwiec. 28 czerwca 1976, po wybuchu protestów w Radomiu, na stadionie odbył się wiec poparcia dla ekipy Edwarda Gierka.
17 czerwca 1983 w trakcie drugiej podróży apostolskiej do Polski uroczystą mszę na stadionie odprawił Jan Paweł II. Ostatni mecz Reprezentacji Narodowej w piłce nożnej w eliminacjach Mistrzostw Europy został rozegrany na stadionie 17 kwietnia 1983 z reprezentacją Finlandii z wynikiem 1–1 (1–1), dzięki golom Włodzimierza Smolarka oraz Pawła Janasa (samobójczy). Na stadionie odbyły się również dwa kongresy międzynarodowe Świadków Jehowy, w roku 1985 ph. „Lud zachowujący prawość” i w 1989 ph. „Prawdziwa pobożność” oraz kongres specjalny w roku 1990 ph. „Czysta mowa”.

### Po 1983
Po 1983 r. stadion niszczał, a jego remont lub przebudowa zostały uznane za nieopłacalne. W zamian za utrzymanie obiektu stadion został w 1989 wydzierżawiony przez miasto stołeczne Warszawa do celów handlowych firmie Damis, która założyła na jego koronie „Jarmark Europa”, złożony z ponad 5000 podmiotów gospodarczych, jednym z największych targowisk Europy – jego roczne obroty sięgały według CBŚ 12 miliardów złotych (dane za 2001 rok).
Według danych policji był to także jeden z najważniejszych węzłów handlu nielegalnym oprogramowaniem, bronią, przemycanym alkoholem i papierosami. W latach 1995–2001 przeciwko handlowcom użytkującym stadion wszczęto ponad 25 tysięcy postępowań przygotowawczych. Zarekwirowano także około 10 milionów pirackich płyt CD i kaset wideo. Nielegalny handel – zwłaszcza bronią – stał się tematem w powieści sensacyjnej autorstwa Jacka Kinga zatytułowanej Piąta Międzynarodówka, w której autor poświęca stadionowi kilka rozdziałów.
„Jarmark Europa” działał do 30 września 2007, kiedy to skończyła się umowa Centralnego Ośrodka Sportu z firmą Damis, organizatorem jarmarku. Z tego względu kupcy opuścili koronę stadionu. Nowym administratorem Stadionu X-lecia zostało Centrum Hurtowo-Detaliczne Stadion. 15 maja 2008 rozpoczęło się próbne palowanie, które miało na celu zbadanie terenu, na którym miał stanąć nowy stadion i przygotowanie dokumentacji przetargowej. Palowanie zakończono w czerwcu. 22 sierpnia 2008 Centrum Hurtowo-Detaliczne Stadion przestało być zarządcą targu przy Stadionie X-lecia.
6 września 2008 na Stadionie Dziesięciolecia odbył się finał serii Red Bull X-Fighters. Na zakończenie imprezy minister sportu i turystyki Mirosław Drzewiecki oficjalnie zamknął Stadion Dziesięciolecia.

## Mecze reprezentacji narodowej w piłce nożnej
Reprezentacja Polski w piłce nożnej rozegrała na stadionie w latach 1956–1983 25 oficjalnych spotkań. 14 z nich zakończyło się zwycięstwem Polaków, 6 porażką, a 5 remisem. Najwięcej bramek (9) zdobył na stadionie Ernest Pohl.
| Nr  | Rodzaj rozgrywek     | Data                 | Rywal Polski   | Wynik | Strzelcy bramek                                                                          | Frekwencja |
| --- | -------------------- | -------------------- | -------------- | ----- | ---------------------------------------------------------------------------------------- | ---------- |
| 1.  | Mecz towarzyski      | 28 października 1956 | Norwegia       | 5:3   | Ernest Pohl (4), Henryk Kempny; Gunnar Dybwad (2), Harry Kure                            | 50 000     |
| 2.  | Mecz towarzyski      | 19 maja 1957         | Turcja         | 0:1   | Mehmet Ali Has                                                                           | 65 000     |
| 3.  | Eliminacje MŚ 1958   | 3 listopada 1957     | Finlandia      | 4:0   | Ginter Gawlik, Lucjan Brychczy (2), Edward Jankowski                                     | 90 000     |
| 4.  | Mecz towarzyski      | 1 czerwca 1958       | Szkocja        | 1:2   | Gerard Cieślik; Bobby Collins (2)                                                        | 70 000     |
| 5.  | Mecz towarzyski      | 30 sierpnia 1959     | Rumunia        | 2:3   | Ernest Pohl (2); Mircea Dridea (3)                                                       | 40 000     |
| 6.  | Mecz towarzyski      | 28 września 1960     | Francja        | 2:2   | Marian Norkowski, Eugeniusz Faber; Roland Guillas, Maryan Wisniewski                     | 55 000     |
| 7.  | Mecz towarzyski      | 21 maja 1961         | ZSRR           | 1:0   | Ernest Pohl                                                                              | 70 000     |
| 8.  | Mecz towarzyski      | 23 maja 1962         | Belgia         | 2:0   | Roman Lentner, Lucjan Brychczy                                                           | 65 000     |
| 9.  | Mecz towarzyski      | 22 maja 1963         | Grecja         | 4:0   | Lucjan Brychczy (2), Józef Gałeczka (2)                                                  | 30 000     |
| 10. | Mecz towarzyski      | 13 września 1964     | Czechosłowacja | 2:1   | Ernest Pohl (2); Václav Mašek                                                            | 50 000     |
| 11. | Eliminacje MŚ 1966   | 18 kwietnia 1965     | Włochy         | 0:0   | –                                                                                        | 31 045     |
| 12. | Eliminacje Euro 1968 | 17 września 1967     | Francja        | 1:4   | Lucjan Brychczy; Robert Herbin, Fleury Di Nallo (2), André Guy                           | 70 000     |
| 13. | Mecz towarzyski      | 20 czerwca 1968      | Brazylia       | 3:6   | Bernard Blaut, Jerzy Sadek, Janusz Żmijewski; Natal, Rivelino (2), Jairzinho (2), Tostão | 70 000     |
| 14. | Eliminacje MŚ 1970   | 9 listopada 1969     | Bułgaria       | 3:0   | Andrzej Jarosik (2), Kazimierz Deyna                                                     | 61 278     |
| 15. | Mecz towarzyski      | 2 września 1970      | Dania          | 5:0   | Włodzimierz Lubański, Kazimierz Deyna, Joachim Marx (3)                                  | 33 635     |
| 16. | Eliminacje Euro 1972 | 10 października 1971 | RFN            | 1:3   | Robert Gadocha; Gerd Müller (2), Jürgen Grabowski                                        | 90 000     |
| 17. | Eliminacje IO 1972   | 7 maja 1972          | Bułgaria       | 3:0   | Jan Banaś (2), Joachim Marx                                                              | 60 000     |
| 18. | Mecz towarzyski      | 13 maja 1973         | Jugosławia     | 2:2   | Włodzimierz Lubański, Bohdan Masztaler; Miroslav Pavlović, Nenad Bjeković                | 35 000     |
| 19. | Mecz towarzyski      | 15 maja 1974         | Grecja         | 2:0   | Grzegorz Lato, Roman Jakóbczak                                                           | 15 000     |
| 20. | Eliminacje Euro 1976 | 26 października 1975 | Włochy         | 0:0   | –                                                                                        | 70 000     |
| 21. | Eliminacje MŚ 1978   | 31 października 1976 | Cypr           | 5:0   | Kazimierz Deyna (2), Andrzej Szarmach, Zbigniew Boniek, Stanisław Terlecki               | 60 000     |
| 22. | Mecz towarzyski      | 26 kwietnia 1978     | Bułgaria       | 1:0   | Grzegorz Lato                                                                            | 40 000     |
| 23  | Mecz towarzyski      | 29 sierpnia 1979     | Rumunia        | 3:0   | Grzegorz Lato, Stanisław Terlecki, Zbigniew Boniek                                       | 20 000     |
| 24. | Mecz towarzyski      | 22 czerwca 1980      | Irak           | 3:0   | Kazimierz Kmiecik, Grzegorz Lato, Andrzej Iwan                                           | 20 000     |
| 25. | Eliminacje Euro 1984 | 17 kwietnia 1983     | Finlandia      | 1:1   | Włodzimierz Smolarek; Paweł Janas (samobój)                                              | 70 000     |

### Strzelcy największej liczby goli dla reprezentacji
| Lp. | Piłkarz         | Ilość goli |
| --- | --------------- | ---------- |
| 1.  | Ernest Pohl     | 9          |
| 2.  | Lucjan Brychczy | 6          |
| 3.  | Kazimierz Deyna | 4          |
| 3.  | Grzegorz Lato   | 4          |
| 3.  | Joachim Marx    | 4          |

## Mecz 1/8 finałuPucharu Zdobywców Pucharów (1972/1973)
| Data                 | Drużyna 1      | Wynik | Drużyna 2  | Strzelcy bramek                      | Frekwencja | Raport |
| -------------------- | -------------- | ----- | ---------- | ------------------------------------ | ---------- | ------ |
| 25 października 1972 | Legia Warszawa | 1:1   | A.C. Milan | Kazimierz Deyna 78' – Lino Golin 74' | 50 000     | [ 47 ] |

## Mecze Pucharu Polski w piłce nożnej
| Sezon Pucharu Polski | Data            | Drużyna 1      | Wynik   | Drużyna 2     | Strzelcy bramek                                                | Frekwencja | Raport |
| -------------------- | --------------- | -------------- | ------- | ------------- | -------------------------------------------------------------- | ---------- | ------ |
| 1955/1956            | 24 czerwca 1956 | CWKS Warszawa  | 3:0     | Górnik Zabrze | Edmund Kowal 56', Lucjan Brychczy 59', Marceli Strzykalski 70' | 15 000     | [ 48 ] |
| 1963/1964            | 1 maja 1964     | Legia Warszawa | 2:1 pd. | Polonia Bytom | Henryk Apostel 38' 118' – Jan Banaś 88'                        | 25 500     | [ 49 ] |

## Stadion Narodowy
W miejscu Stadionu Dziesięciolecia, w latach 2007–2011 powstawał nowy Stadion Narodowy będący jedną z aren piłkarskich mistrzostw Europy 2012, a od 2012 jest to główny stadion reprezentacji Polski w piłce nożnej. W jego pobliżu miały stanąć: wielofunkcyjna hala sportowo-widowiskowa, wielofunkcyjna kryta pływalnia o parametrach olimpijskich z aquaparkiem, pełnowymiarowe boiska treningowe do hokeja na trawie wraz z pełnym zapleczem szatniowo-sanitarnym oraz tzw. infrastruktura towarzysząca, tj. „Dom Sportowca” (pełniący funkcję siedziby Ministerstwa Sportu i Centralnego Ośrodka Medycyny Sportowej), hotel, centrum kongresowe, centrum handlowo-wystawiennicze, punkty usługowe, punkty gastronomiczne, wielopoziomowe parkingi, przystanek kolejowy Warszawa Stadion oraz stacja metra Stadion Narodowy – niezbędna dla organizacji dużych imprez sportowo-widowiskowych.
Zachowane relikty Stadionu Dziesięciolecia (m.in. tunele, pamiątkowe tablice oraz budynek administracyjny) można obejrzeć podczas zwiedzania Stadionu Narodowego w ramach trasy historycznej.